# Internering
Internering var under åren 1927–1981 inom svensk straffrätt en relativt tidsobestämd frihetsberövande brottspåföljd.
Påföljden var avsedd för psykiskt normala återfallsförbrytare och innebar att domstolen fastställde en minsta tid av 1–12 år för den intagnes vistelse på anstalt utan att någon maximitid angavs. Efter anstaltsvistelsen följde vård utom anstalt med möjlighet till återintagning. År 1965 fogades påföljden förvaring till internering. På grund av kritik mot tidsobestämda brottspåföljder avskaffades internering 1981.
Interneringsnämnden var en myndighet 1927–1981 som bestod av fem av Kungl. Maj:t utsedda ledamöter, varav en domare som ordförande. Myndigheten avgav bland annat yttranden till domstol angående internering och tog beslut om den intagnes internering skulle upphöra.